# Air Bretagne
Air Bretagne était une compagnie d'aviation française dont le siège et la base opérationnelle était sur l'aérodrome de Pontivy dans le département du Morbihan.

## Histoire
En septembre 1997, Jean-Marc Le Rouzic, un entrepreneur morbihannais spécialisé dans la construction et la promotion immobilière et Eric Le Rouzic, co-associé dans la société Sofi-Ouest (société financière d'investissement) reprennent la société Air Bretagne centrale créée en 1996 et basée à Noyal-Pontivy qui possédait déjà un Cessna 340 immatriculé F-GIVV. 
Cette compagnie était à la base un ancien groupement d'intérêt économique (GIE) nommé Air Centre Bretagne et créé en avril 1993 par des industriels de Pontivy et Loudéac (association Loudéac-Pontivy Plus) comme Jean Floch, qui partageaient un Beechcraft Baron 58 immatriculé F-GHIUpour leurs déplacements professionnels, loué à Aéro Entreprise basé sur l'aérodrome de Toussus-le-Noble. 
En reprenant cette compagnie aux industriels, les 22 industriels cédants s'engageaient pendant 5 ans à ne pas affréter d'autres avions que ceux de la compagnie de la famille Le Rouzic en signant un contrat de non concurrence. 
La compagnie de Jean-Marc Le Rouzic revendait le Baron 58 au profit d'un Beechcraft 90 biturbo- propulseur de 10 places.
Elle exploitait un unique avion et disposait d'une  licence d'exploitation de transporteur aérien depuis juillet 1996,.
La compagnie remplace son avion qu'elle juge pas assez polyvalent et finit par acheter un Beechcraft 100 de 13 places en vol à la demande. Elle transportait 368 passagers en 1997. 
Elle changeait de nom en juin 1998 pour s'appeler Air Bretagne.
Le parc comprend rapidement six appareils et bientôt huit avec l'arrivée de deux occasions récentes, des Beechcraft 1900 D dans lesquels on se tient debout et d'une valeur totale de 50 millions de francs (7,62millions d'euros).
La compagnie Air Bretagne, dont la base opérationnelle se trouvait sur l'aérodrome de Pontivy, s'était spécialisée dans le transport de passagers en exploitant des lignes régulières comme Saint-Brieuc/Jersey, Saint-Brieuc/Orly, Saint-Brieuc/Nantes et  Montluçon/Orly (ligne qui bénéficie du fonds de péréquation appelé aujourd'hui ligne en délégation de service public), du vol à la demande mais aussi le transport des marins-pêcheurs des bases avancées d'Intermarché dans les Îles Britanniques (Écosse et Irlande) au départ de l'aéroport de Lorient - Bretagne Sud
Le siège de la SARL Air Bretagne était établi à Noyal-Pontivy et Vannes, établissement secondaire, siège des sociétés du gérant Jean-Marc Le Rouzic, repreneur de la compagnie Air Bretagne Centrale.
Le capital social de la SARL était de 750 000 €. 
Air Bretagne avait transporté 7 000 passagers sur la ligne Saint-Brieuc/Jersey en 2000. Elle avait donc installé dans l'aéroport de Jersey, à deux pas de la prestigieuse British Airways, un comptoir de vente avec des hôtesses de la compagnie Air Bretagne. 
Depuis le 31 décembre 2000, Air Bretagne était en cessation de paiement. 
En mai 2001, elle suspend ses deux lignes régulières exploitées au départ de l'aéroport de Saint-Brieuc. 
Elle cesse son activité de compagnie aérienne régulière le 5 octobre 2001 à la suite de sa liquidation judiciaire. Les avions et locaux de la société sont alors mis sous scellés.
Sa licence lui a été retirée par arrêté du 14 décembre 2001. 
Air Bretagne accumulait depuis quelques mois les problèmes financiers et techniques. La direction générale de l'aviation civile (DGAC) avait suspendu en août 2001 son certificat de transporteur aérien en raison notamment de la succession de pannes dont ses avions avaient été victimes.

## Flotte
- 1997 : Cessna 340A n° F-GIVV,
- 1997 : Beechcraft 90 n° F-GHIV,
- 1998 : Beechcraft King Air 100 n° F-GXAB[17],
- 1999-2003 : Beechcraft 1900D n° F-GYAB,
- 1999 : Beechcraft A 100 King Air n° F-GGLV[18],
- 1999 : Beechcraft A 100 King Air n° F-GHHV [19],
- 2000 : Beechcraft Super King Air 200 n° F-BVET[20].

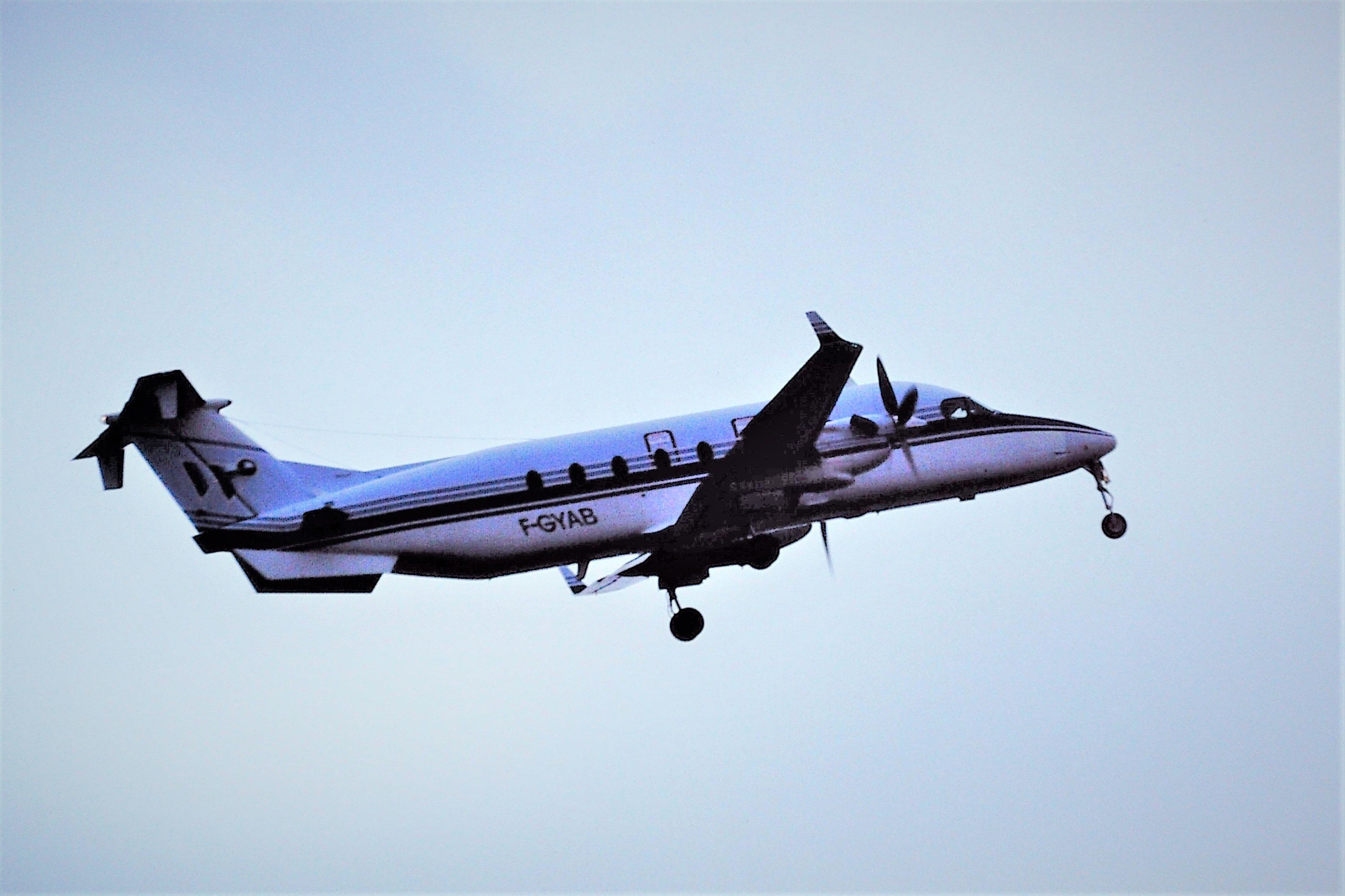
BEECH 1900 n° F-GYAB d'Air Bretagne au décollage de Jersey le 15 août 2000

## Activité aérienne
À sa création, la compagnie assurait le transport de voyageurs à la demande.
C'est en juin 1999 qu'elle commençait son activité de transport aérien de passagers sur des lignes régulières (de Saint-Brieuc et Montluçon vers Paris).
En 2000, Air Bretagne assurait les lignes régulières suivantes:
- Saint-Brieuc ↔ Paris Orly.
- Nantes ↔ Saint-Brieuc ↔ Jersey.
- Caen ↔ Jersey.
- Montluçon/Guéret ↔ Paris Orly.

Fin décembre 2000, arrêt de la ligne avec Montluçon.
En 2001, Air Bretagne n'assurait au départ de Saint-Brieuc, que les lignes vers Paris et Jersey (Nantes supprimé).
En 2000, elle assurait également les lignes non-commerciales suivantes:
- Lorient ↔ Inverness (Écosse).
- Lorient ↔ Irlande.